# RideLondon Classique 2017
La 5.ª edición del RideLondon Classique se celebró el 29 de julio de 2017 sobre un recorrido de 66 km con inicio y final en la ciudad de Londres en la calle The Mall en Reino Unido.
La carrera hizo parte del UCI WorldTour Femenino 2017 como competencia de categoría 1.WWT del calendario ciclístico de máximo nivel mundial siendo la decimoquinta carrera de dicho circuito y fue ganada por la ciclista estadounidense Coryn Rivera del equipo Sunweb. El podio lo completaron la ciclista finesa Lotta Lepistö del equipo Cervélo Bigla y la ciclista alemana Lisa Brennauer del equipo Canyon-SRAM Racing.

## Equipos
Tomaron parte en la carrera un total de 22 equipos invitados por la organización, 21 de ellos de categoría UCI Team Femenino y la selección nacional de Reino Unido, quienes conformaron un pelotón de 115 ciclistas de los cuales terminaron 114.
| Equipos femeninos (21)- Alé Cipollini Galassia - Astana Women's Team - BePink Cogeas - Boels Dolmans - BTC City Ljubljana - Canyon Sram Racing - Cervélo Bigla - Cylance Pro Cycling - Drops - FDJ-Nouvelle Aquitaine-Futuroscope - Hitec Products - Lensworld-Kuota - Lotto Soudal - Orica-Scott - Servetto Giusta - Sunweb - Team Tibco-Silicon Valley Bank - VéloCONCEPT Women - Wiggle High5 - WM3 Pro Cycling - Team WNT Equipo nacional- Gran Bretaña |
| |

## Clasificaciones finales
Las clasificaciones finalizaron de la siguiente forma:

### Clasificación general
| \| Clasificación general \| Clasificación general \| Clasificación general \| Clasificación general \| Clasificación general \| \| Ciclista \| Ciclista \| Equipo \| Tiempo \| \| \| --------------------- \| --------------------- \| ---------------------------------- \| --------------------- \| --------------------- \| \| 1.ª \| Coryn Rivera \| Sunweb \| 1 h 29 min 03 s \| \| \| 2.ª \| Lotta Lepistö \| Cervélo Bigla \| + 0 s \| \| \| 3.ª \| Lisa Brennauer \| Canyon-SRAM Racing \| + 0 s \| \| \| 4.ª \| Marianne Vos \| WM3 \| + 0 s \| \| \| 5.ª \| Kirsten Wild \| Cylance \| + 0 s \| \| \| 6.ª \| Jolien D'Hoore \| Wiggle High5 \| + 0 s \| \| \| 7.ª \| Amalie Dideriksen \| Boels Dolmans \| + 0 s \| \| \| 8.ª \| Roxane Fournier \| FDJ-Nouvelle Aquitaine-Futuroscope \| + 0 s \| \| \| 9.ª \| Barbara Guarischi \| Canyon-SRAM Racing \| + 0 s \| \| \| 10.ª \| Giorgia Bronzini \| Wiggle High5 \| + 0 s \| \| |                   |                                    |                 |
| |                   |                                    |                 |
| Fuente: ProCyclingStats |                   |                                    |                 |
| Clasificación general |                   |                                    |                 |
| Ciclista | Ciclista          | Equipo                             | Tiempo          |
| 1.ª | Coryn Rivera      | Sunweb                             | 1 h 29 min 03 s |
| 2.ª | Lotta Lepistö     | Cervélo Bigla                      | + 0 s           |
| 3.ª | Lisa Brennauer    | Canyon-SRAM Racing                 | + 0 s           |
| 4.ª | Marianne Vos      | WM3                                | + 0 s           |
| 5.ª | Kirsten Wild      | Cylance                            | + 0 s           |
| 6.ª | Jolien D'Hoore    | Wiggle High5                       | + 0 s           |
| 7.ª | Amalie Dideriksen | Boels Dolmans                      | + 0 s           |
| 8.ª | Roxane Fournier   | FDJ-Nouvelle Aquitaine-Futuroscope | + 0 s           |
| 9.ª | Barbara Guarischi | Canyon-SRAM Racing                 | + 0 s           |
| 10.ª | Giorgia Bronzini  | Wiggle High5                       | + 0 s           |

## UCI WorldTour Femenino
La RideLondon Classique otorga puntos para el UCI WorldTour Femenino 2017, incluyendo a todas las corredoras de los equipos en las categorías UCI Team Femenino. Las siguientes tablas muestran el baremo de puntuación y las 10 corredoras que obtuvieron más puntos:
| Posición   | 1.ª | 2.ª | 3.ª | 4.ª | 5.ª | 6.ª | 7.ª | 8.ª | 9.ª | 10.ª | 11.ª | 12.ª | 13.ª | 14.ª | 15.ª | 16.ª | 17.ª | 18.ª | 19.ª | 20.ª |
| Puntuación | 120 | 100 | 85  | 70  | 60  | 50  | 40  | 35  | 30  | 25   | 20   | 18   | 16   | 14   | 12   | 10   | 8    | 6    | 4    | 2    |

| 1.ª  | Coryn Rivera      | Subweb                             | 120 |
| 2.ª  | Lotta Lepistö     | Cervélo Bigla                      | 100 |
| 3.ª  | Lisa Brennauer    | Canyon-SRAM Racing                 | 85  |
| 4.ª  | Marianne Vos      | WM3                                | 70  |
| 5.ª  | Kirsten Wild      | Cylance                            | 60  |
| 6.ª  | Jolien D'Hoore    | Wiggle High5                       | 50  |
| 7.ª  | Amalie Dideriksen | Boels Dolmans                      | 40  |
| 8.ª  | Roxane Fournier   | FDJ Nouvelle Aquitaine Futuroscope | 35  |
| 9.ª  | Barbara Guarischi | Canyon-SRAM Racing                 | 30  |
| 10.ª | Giorgia Bronzini  | Wiggle High5                       | 25  |